# Namdalseid
Namdalseid (sydsamiska: Aejrie) är en tätort och kyrkby i Namsos kommun i Trøndelag fylke i mellersta Norge. Orten ligger vid fylkesväg 17. Här finns Namdalseids kyrka.
Orten utgjorde tidigare centralort i dåvarande Namdalseids kommun.